# Mentoe
Mentoe (Montoe, Montu) was een god uit de Egyptische oudheid. De godheid werd vereerd vanaf de 11e dynastie tot ver in de Grieks-Romeinse tijd.

## Mythologie
Mentoe was een valkengod, vereerd rond Thebe en omliggende gebieden. Zijn naam wordt voor het eerst genoemd in de piramideteksten, maar de god werd pas werkelijk belangrijk rond de 11e dynastie met zijn Thebaanse heersers. Drie heersers dragen een deel van zijn naam: "Mentoe is tevreden" en de god kreeg de status van nationale god. De god werd zelfs met Horus vereenzelvigd onder de naam: "Horus van de sterke arm", wat moet slaan op de oorlogszuchtige kant van de god. In het midden van het Middenrijk werd Mentoe gezien als de tegenpool van Ra van Heliopolis en ze werden ook samen vereerd: Ment-Ra. Vanaf de 12e dynastie werd de invloed van de god minder en Amon kwam daarvoor in de plaats, maar sommige farao's streden nog in naam voor de god Mentoe. De echtgenoten van Mentoe waren de Thebaanse godin Tjenenyet
en de vrouwelijke zonnegod Raet-Tawy.

## Aanbidding
Mentoe werd vereerd in de regio van Thebe inclusief vier grote tempelsteden: Medamud, Karnak, Armant en Tod. Hij werd door diverse koningen vereerd in het Middenrijk, Nieuwe Rijk en de Grieks-Romeinse tijd (Alexander de Grote, Cleopatra VII).

## Afbeelding
Mentoe is op verschillende manier in de historie afgebeeld. Origineel was het een valkengod, andere vormen kwamen met de tijd. Zijn wapen was een ceremoniële bijl. Koningin Ahhotep van de 18e dynastie beeldde Mentoe af als een griffioen, waarschijnlijk beïnvloed door Syrië. Soms draagt de god als wapen een Chepresj-kroon als een symbool van de oorlog. Mentoe draagt een zonneschijf met een uraeus en met twee pluimen van een struisvogel. Mentoe kon ook worden gezien in de gedaante van een heilige stier, Buchis, die daar ook werd vereerd en in latere dynastieën als een man met een stierenkop.

## Lees verder
- Mentu (Engels)

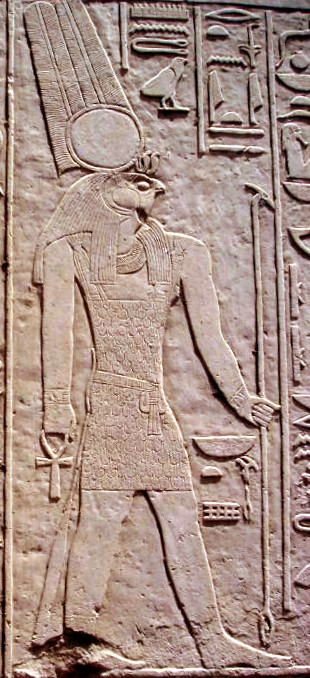
Mentoe op een reliëf uit Medamud
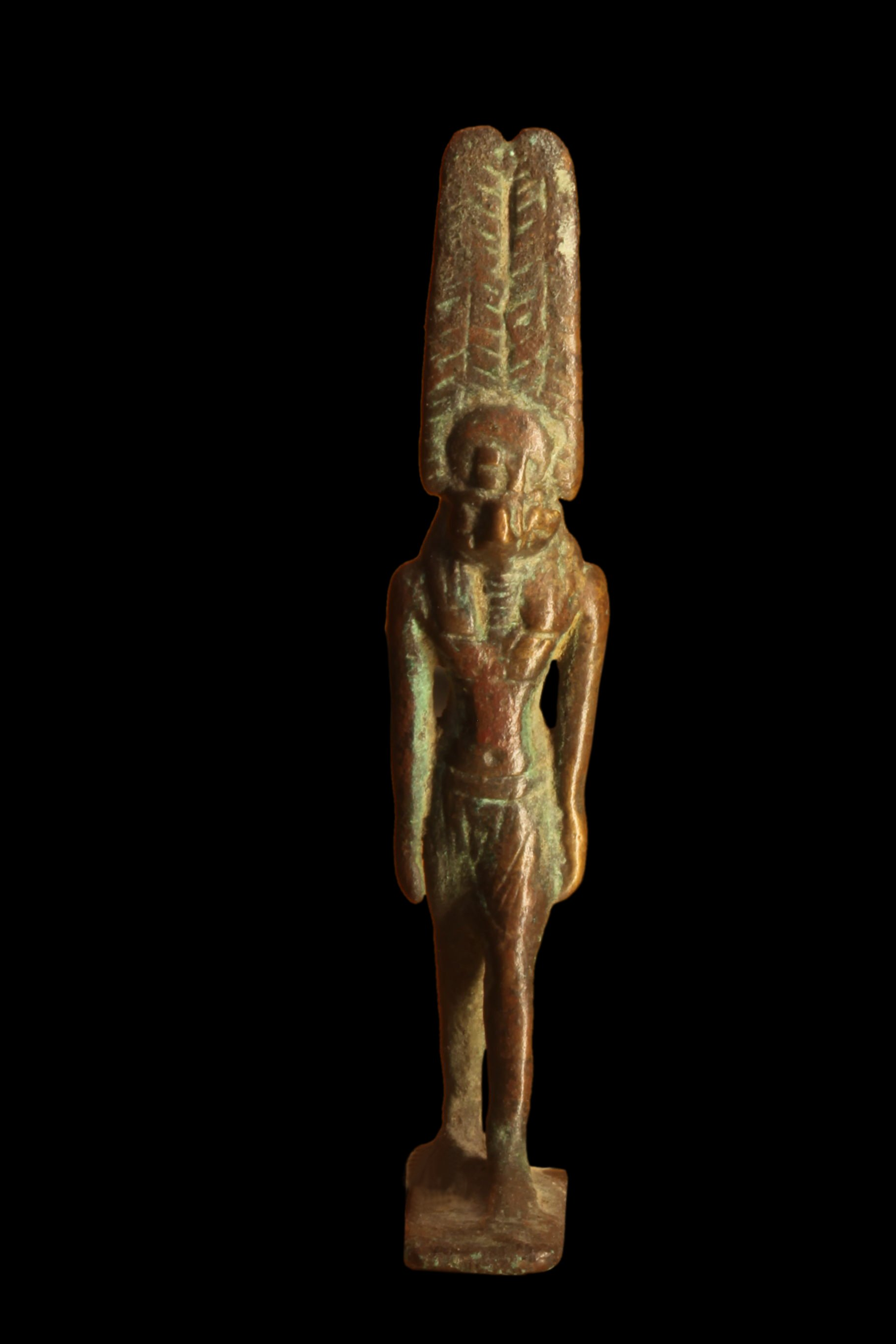
Mentoe als bronzen amulet (Musée des beaux-arts, Lyon)

Aker · Amaoenet · Ammit · Amenhotep, zoon van Hapoe · Amon · Amon-Re · Amset · Anat · Andjeti · Anhoer · Anubis · Anoeket · Apedemak · Apepi · Apis · Arensnuphis · Astarte · Atoem · Aton · Baäl · Baälat · Bat · Banebdjedet · Bastet · Benben · Benoe · Bes · Buchis · Chentiamentioe · Chepri · Chons · Doeamoetef · Geb · Hapy (Nijlgod) · Hapy (zoon van Horus) · Harmachis · Harpocrates · Hathor · Hatmehyt · Heh en Hehet · Heka · Heket · Herisjef · Hesat · Horus · Hoe · Iaret · Imhotep · Ishtar · Isis · Isis-Sothis · Kebehsenoef · Kek · Chnoem · Maät · Mandulis · Mentoe · Meretseger · Mesechenet · Min · Miysis · Mnevis · Moet · Naoenet · Nechbet · Nechen en Pe · Nefertem · Neith · Nennoe · Nephthys · Noen · Noet · Osiris · Pachet · Ptah · Qetesh · Ra · Renenoetet · Renpit · Resjef · Satet · Sechmet · Selket · Serapis · Sesjat · Seth · Sjoe · Sobek · Sokaris · Sopdet · Ta-Bitjet · Tabh · Tatenen · Taweret · Tefnoet · Thoth · Wadjet · Wepwawet · Werethekaoe ·